# Марциняк, Шимон
Шимон Марциняк (пол. Szymon Marciniak; род. 7 января 1981, Плоцк) — польский футбольный судья. С 2009 года работает на матчах чемпионата Польши. С 2011 года является судьёй ФИФА и входит в категорию элитных рефери УЕФА. Первый польский судья, обслуживший финал чемпионата мира по футболу (2022).

## Карьера
В 2009 году впервые отсудил матч высшей лиги чемпионата Польши. В 2011 году получил статус судьи ФИФА и возможность судить международные матчи. Дебютировал на международной арене судейством матча элитного раунда юношеского чемпионата Европы 2011 года между сборными Франции и Беларуси. Первый международный матч на клубном уровне отсудил также в 2011 году — матч квалификационного раунда Лиги Европы УЕФА «Олесунн» — «Ференцварош». Судил матчи отборочных турниров к чемпионату мира 2014 года.
В 2015 году был включён в список судей, обслуживавших чемпионат Европы по футболу среди молодёжных команд в Чехии. 30 июня судил финальный матч турнира между сборными Швеции и Португалии.
В апреле 2016 года был подвергнут суровой критике из-за неправильного решения не назначить пенальти в ворота мюнхенской «Баварии» в первом четвертьфинальном матче Лиги чемпионов.
1 марта 2016 года был выбран одним из судей для обслуживания матчей чемпионата Европы 2016 года. На турнире отсудил три матча, включая матч 1/8 финала Германия — Словакия (3:0).
На чемпионате мира 2018 года в России судил два матча групповой стадии: Аргентина — Исландия (1:1) и Германия — Швеция (2:1, в этом матче удалил Жерома Боатенга за две жёлтые карточки).
15 августа 2018 года был главным судьёй матча за Суперкубок УЕФА между клубами «Реал Мадрид» и «Атлетико Мадрид».
В мае 2022 года ФИФА назначила его одним из 36 главных судей чемпионата мира в Катаре. Обслужил матч группового этапа Франция — Дания (2:1), матч 1/8 финала Аргентина — Австралия (2:1), а также финальный матч Аргентина — Франция. Марциняк стал вторым арбитром славянского происхождения, судившим финал чемпионата мира, после Николая Латышева (1962). Работа Марциняка в финале чемпионата мира получила высокую оценку как со стороны комментаторов и экспертов, так и со стороны футбольных судей разных поколений, включая Пьерлуиджи Коллину, Говарда Уэбба, ранее судивших финалы чемпионатов мира.
| Стадия     | Дата        | Место                          | Команда 1 | Команда 2 | Результат      | Предупреждён | Red card | Пенальти |
| ---------- | ----------- | ------------------------------ | --------- | --------- | -------------- | ------------ | -------- | -------- |
| Группа     | 26 ноя 2022 | «Стадион 974», Доха            | Франция   | Дания     | 2:1            | 1:2          | 0:0      | 0:0      |
| 1/8 финала | 3 дек 2022  | «Ахмед бин Али», Эр-Райян      | Аргентина | Австралия | 2:1            | 0:2          | 0:0      | 0:0      |
| Финал      | 18 дек 2022 | «Национальный стадион», Лусаил | Аргентина | Франция   | 3:3 (пен. 4:2) | 5:3          | 0:0      | 1:2      |

Обслужил в качестве главного арбитра финальный матч Лиги чемпионов УЕФА 10 июня 2023 года в Стамбуле между командами «Манчестер Сити» и «Интер» (1:0). Появлялась информация о его возможном отстранении за присутствие на одном мероприятии ультраправых, но Марциняк заявил, что «не имеет ничего общего с идеологией расизма, антисемитизма и нетерпимости», и извинился за провоцирование подозрений, после чего его назначение на финал было окончательно подтверждено.
В мае 2024 года на Марциняка обрушился шквал критики футбольных фанатов после ответного полуфинального матча Лиги чемпионов, в котором встретились мадридский «Реал» и «Бавария». Судейская бригада, возглавляемая Марциняком, не зафиксировала гол «Баварии» в компенсированное время, посчитав, что игроки мюнхенского клуба Маттейс Де Лигт и Нуссаир Мазрауи были в офсайде. Шимон Марциняк остановил игру за несколько секунд до удара по воротам из-за того, что его ассистент Томаш Листкевич увидел офсайд и поднял флаг. VAR не смог пересмотреть эпизод и вынести своё решение по причине того, что свисток уже прозвучал.

### Чемпионат Европы 2024
В апреле 2024 года был отобран одним из главных арбитров в числе 19 судейских бригад для обслуживания игр Чемпионата Европы по футболу (ЧЕ-2024). Турнир проходил в июне-июле 2024 года в Германии.
| Стадия         | Дата         | Город  | Стадион               | Команда 1 | Результат | Команда 2 | Предупреждён | Red card | Пенальти |
| -------------- | ------------ | ------ | --------------------- | --------- | --------- | --------- | ------------ | -------- | -------- |
| Групповой этап | 22 июня 2024 | Кёльн  | «Рейн Энерги»         | Бельгия   | 2:0 (1:0) | Румыния   | 1 - 2        | 0 - 0    | 0 - 0    |
| 1/8 финала     | 29 июня 2024 | Берлин | «Олимпийский стадион» | Швейцария | 2:0 (1:0) | Италия    | 0 - 3        | 0 - 0    | 0 - 0    |

Также являлся резервным судьёй на финальном матче ЧЕ-2024.